# Differently
Differently è il primo album in studio della cantante australiana Cassie Davis, pubblicato il 14 agosto 2009.
Dei cinque singoli estratti, Like It Loud, Differently e Do It Again hanno raggiunto rispettivamente l'undicesima, la ventinovesima e la ventiquattresima posizione in Australia.

## Tracce
1. Don't Wanna Dance – 3:07 (Cassie Davis, Jimmy Harry)
2. Like It Loud – 3:06 (Cassie Davis)
3. Reset – 2:47 (Cassie Davis, Peter Zizzo)
4. Criminal – 3:38 (Cassie Davis, Wayne Wilkins)
5. Do It Again – 2:52 (Cassie Davis, Leah Haywood, Dan James)
6. Nothing You Can Do – 2:59 (Cassie Davis, Richard Vision, Chico Bennett)
7. Differently – 3:26 (Cassie Davis, Printz Board)
8. No More – 3:42 (Wayne Wilkins, Nina Woodford)
9. Mess of Mine – 4:21 (Cassie Davis)
10. Do What I Do – 3:17 (Cassie Davis)
11. Necessarily – 3:13 (Cassie Davis)
12. Amazing – 4:00 (Cassie Davis)
13. Hero – 2:37 (Cassie Davis)
14. Differently (feat. Travis McCoy) – 3:50 (Cassie Davis, Printz Board, Travis McCoy)

Traccia bonus
1. Do It Again (Denzal Park Mix) – 6:35 (Cassie Davis, Leah Haywood, Dan James)

## Classifiche
| Classifica (2009) | Posizione massima |
| ----------------- | ----------------- |
| Australia         | 14                |